# جاده ئی۵۳۱ اروپا
جاده ئی۵۳۱ اروپا (به انگلیسی: European route E531) یکی از جاده‌های درجه ۲ قاره اروپا است.
این جاده که در کشور آلمان قرار دارد از شهر اوفنبورگ شروع شده و در شهر دوناشینگن به پایان می‌رسد.